# Loch Sionascaig
Loch Sionascaig är en sjö i Storbritannien.   Den ligger i kommunen Highland och riksdelen Skottland, i den norra delen av landet, 800 km norr om huvudstaden London. Loch Sionascaig ligger 74 meter över havet. Arean är 4,0 kvadratkilometer. I omgivningarna runt Loch Sionascaig växer i huvudsak barrskog. Den sträcker sig 3,4 kilometer i nord-sydlig riktning, och 3,8 kilometer i öst-västlig riktning.